# Бурт (Па де Кале)
Бурт (фр. Bourthes) насеље је и општина у североисточној Француској у региону Север-Па д Кале, у департману Па де Кале која припада префектури Montreuil.
По подацима из 2011. године у општини је живело 768 становника, а густина насељености је износила 34,39 становника/km². Општина се простире на површини од 22,33 km². Налази се на средњој надморској висини од 120 метара (максималној 183 m, а минималној 112 m).

## Демографија
| 1962. | 1968. | 1975. | 1982. | 1990. | 1999. | 2011. |
| ----- | ----- | ----- | ----- | ----- | ----- | ----- |
| 655   | 676   | 722   | 703   | 629   | 545   | 768   |